# Вайвасвата
Ману Вайвасвата (санскр. «сын солнца»), также Сатья-врата (санскр. Satya-vrata = «верный обетам») — в индийской мифологии седьмой из четырнадцати Ману (мифических прародителей рода человеческого, носящих общее имя Ману, кальпы Швета-вараха (временного «цикла белого вепря»)). В период этого Ману мы сейчас живём.
Его отцом являлось само Солнце — Вивасват, позже отождествлённый с другим солнечным богом - Сурьей.
В пуранической генеалогии также указывается, что Вайвасвата Ману явился за 95 поколений до войны Бхаратов.

## Всемирный потоп
Шраддхадева был царем царства Дравида согласно Матсья-пуране. Согласно Матсья-пуране, Матсья, аватара Вишну, впервые явился Шраддхадеве в виде шафари (маленького карпа), когда он мыл руки в реке, текущей с гор Малая. Рыбка попросила царя спасти её, и из сострадания он положил её в кувшин с водой. Она продолжал расти всё больше и больше, пока царь перекладывал её сначала в кувшин, а затем в колодец. Когда колодец оказался недостаточным для постоянно растущей рыбы, царь вытащил её, отправив в резервуар, который был в две йоджаны в высоту и длину, и йоджана в ширину. По мере того, как рыба росла, царю приходилось помещать рыбу в реку, а когда даже река оказывалась недостаточной, он отправил её обратно в океан, после чего она почти заполнила бескрайние его просторы. Именно тогда Вишну, вспомнив о своей сущности, сообщил царю о грядущем потопе, который будет очень скоро. Царь построил огромный ковчег, в котором разместил свою семью, саптариши, девять видов семян и всех животных, чтобы заново заселить землю после того, как потоп закончится и моря отступят. Во время потопа Вишну появился в виде рогатой рыбы, а Шеша появился в обличии веревки, с помощью которой царь привязал лодку к рогу рыбы. Лодка стояла после наводнения на вершине высочайшего пика Гималаев, называемого Наубандхана. После потопа семья Ману и семь мудрецов вновь заселили землю. Согласно Пуране, история Ману происходила за 28 чатур-юг в нынешней Манвантаре, которая является 7-й по счёту. Это составляет 120 миллионов лет назад. Это повествование похоже и на другие мифы о потопе, такие как миф о потопе про Гильгамеша и повествование о наводнении в Книге Бытия.

## Дети
Его сын-андрогин при рождении был девочкой и назван Илой, но потом превращён в мужчину и получил имя Судъюмна. Считается прародителем древнеиндийской Лунной династии, царей которой также называют айлами («потомками Илы»).
Другой сын Икшваку стал основателем Солнечной династии («Сурьяванша»), царствовавшей в баснословные времена (в начале второй юги) в Айодхье; Икшваку имел 100 сыновей.
Сын Пршадхра был разжалован в шудры за убийство коровы своего наставника Чьяваны.